# Imperial Tiger Orchestra
Imperial Tiger Orchestra est un groupe suisse de musique éthiopienne moderne, originaire de Genève, en Suisse romande. Son nom est une allusion aux fanfares officielles des années 1960 et 1970, qui ont créé un style parfois désigné sous le terme éthio-jazz,.

## Histoire
L'Imperial Tiger Orchestra est né d’une session d’improvisation organisée par le trompettiste genevois Raphaël Anker dans le club Cave 12, à Genève. Il s’agissait d’explorer les possibilités des modes utilisés dans la musique éthiopienne. Devant le succès de la session, un groupe de six membres permanents s’est constitué sous le nom Imperial Tiger Orchestra, avec pour ambition d’adopter une nouvelle approche de la musique éthiopienne instrumentale. Il enregistre trois albums et donne des concerts en Europe, en Afrique australe (Afrique du Sud, Mozambique et Zimbabwe) et au festival de Musiques Éthiopiennes d’Addis-Abeba. L'Imperial Tiger Orchestra a également collaboré avec des musiciens reconnus en Éthiopie, comme Endress Hassen ou la chanteuse Hamelmal Abate.

## Membres
- Raphaël Anker – trompette
- John Menoud – saxophone baryton, saxophone alto
- Alexandre Rodrigues, claviers
- Cyril Moulas – basse, guitare phin, krar basse
- Luc Détraz – percussions
- Julien Israelian – batterie

## Discographie
- 2010 : Addis Abeba[5],[6]
- 2010 : Lale Lale/Yefikir Woha Timu[7]
- 2011 : Mercato[8]
- 2013 : WAX[9]